# Nandiala
Pour le département, voir Nandiala (département).
Nandiala est une commune située dans le département de Nandiala, dont elle est le chef-lieu, de la province de Boulkiemdé dans la région du Centre-Ouest au Burkina Faso.

## Éducation et santé
La commune accueille un centre de santé et de promotion sociale (CSPS).